# Fritz Krückeberg
Fritz Krückeberg (* 19. April 1928 in Dassel; † 5. Juni 2012 in Bonn) war ein deutscher Mathematiker und Informatiker.

## Leben
Krückeberg studierte Mathematik und Physik an der Universität Göttingen und war Wissenschaftlicher Assistent am Institut für instrumentelle Mathematik. 1961 wurde er mit der Arbeit Zur numerischen Integration und Fehlererfassung bei Anfangswertaufgaben gewöhnlicher Differentialgleichungen bei Heinz Unger zum Dr rer nat. promoviert. Nach seiner Habilitation an der Universität Bonn wurde er Leiter des Universitäts-Rechenzentrums Bonn. Er lehrte ab 1967 als Privatdozent das Fach „Instrumentelle Mathematik“ in Bonn.
Fritz Krückeberg lehrte von 1969 bis zu seiner Emeritierung 1993 Angewandte Mathematik an der Rheinischen Friedrich-Wilhelms-Universität Bonn und war bis Mai 1981 wissenschaftlich-technischer Geschäftsführer und Vorstandsvorsitzender der Bonner Gesellschaft für Mathematik und Datenverarbeitung (GMD), einer Großforschungseinrichtung für angewandte Mathematik und Informatik.
Krückeberg war von 1982 bis 1985 Schatzmeister und von 1986 bis 1989 Präsident der Gesellschaft für Informatik (GI), der größten Informatikfachvertretung im deutschsprachigen Raum.

## Auszeichnungen
- Goldene DIN-Ehrennadel (1980)
- Verdienstkreuz am Bande des Verdienstordens der Bundesrepublik Deutschland (1982)[3]